# 松浦雅也
松浦 雅也（まつうら まさや、1961年6月16日 - ）は、音楽家、ゲームクリエイター、プロデューサー。大阪市出身。

## 来歴
赤橋幼稚園、大阪市立晴明丘小学校、枚方市立殿山第二小学校、枚方市立第三中学校、大阪府立牧野高等学校を経て、1983年立命館大学産業社会学部卒業。

### 生い立ち
小学生のときから音に強い興味を持ち、親に頼んでピアノ教室に通うようになる。ただしピアノを習うのは小学校を卒業するまでと親と約束していたことから、音楽を続けるために中学では吹奏楽部に入部し、パーカッションに配属される。
中学2年生のときに若い新任の音楽教師と出会い、数々のロックや、冨田勲の『展覧会の絵』といった音楽に触れる。
牧野高校に入学すると同級生からの影響を受けウェザー・リポートなどを知り、ローランドのシンセサイザー「SH-3A」を購入、高校で音楽を演奏する場所を確保するために軽音楽部を自ら創設しバンド活動を始める。高校卒業時には後輩たちのためにSH-3Aは部室に残したという。

### 大学時代
京都の立命館大学に進学後もバンド活動を続けていたが、あるとき新大阪のシンセサイザースタジオ「TONスタジオ」でアルバイトをすることになり、スタジオを運営していた東祥高と出会い、空いている時間には高価な機材を自由に使えるようになる。その後、松浦はアルバイトを辞めるが、東が新しく「NEW*TONスタジオ」を始めると今度は音楽制作のパートナーとして誘われ、再び働くようになる。
あるとき1980年代初頭から輸入楽器を扱うようになったナニワ楽器の営業マンから「フェアライトCMI」を紹介され、デモテープを聞いて衝撃を受ける。当時1200万円したこの機材を購入することを決意した東と松浦は、ローン契約のためにスタジオを「株式会社ニュートンスタジオ」として法人化、松浦は共同経営者で代表取締役となる。
なお、この契約に当たっては、かつてイベントの音楽を担当したことで親交のあった小松左京が連帯保証を引き受けた。その後、1980年代末にMacintoshとシーケンスソフトのパフォーマーが導入されるまで、シーケンスはフェアライトのページRで行われた。

### PSY・S結成
スタジオの仕事の一つとして、松浦はFM大阪でアメリカ人DJ・カトリーナによる帯番組『HIT RADIO～POP MUSIC STATION』の一コーナーを担当していた。そのコーナーで毎月新曲を録り下ろしする企画が始まり、知人から紹介されたボーカルの安則まみ（チャカ）と「Playtechs(プレイテックス)」が結成された。このときにPlaytechsとして制作された楽曲が収録されたテープがCBS・ソニーの新人開発を専門とするSD事業部に渡ったことが、後のPSY・Sデビューの切っ掛けとなった。

## PSY･Sとしての活動
打ち込み音楽の先駆け的男女ユニット「PSY･S（サイズ）」で1985年にデビューし、9枚のオリジナルアルバムと3枚のベスト盤をリリース。作曲・サウンド面をすべて担当（1996年解散）。
PSY･Sオリジナル・アルバムなど
- 1985年、Different View
- 1986年、PIC-NIC
- 1987年、PSY・S Presents "Collection" (Compilation)
- 1987年、Mint-Electric
- 1988年、NON-FICTION
- 1989年、ATLAS
- 1990年、SIGNAL
- 1991年、TWO_HEARTS
- 1991年、HOLIDAY
- 1992年、TWO SPIRITS Live PSY･S Best Selection (Live)
- 1993年、THE SEVEN COLORS LEGEND OF PSY・S CITY / Macintosh CD-ROM
- 1993年、WINDOW
- 1994年、MUSIC IN YOUR EYES / Original CG video
- 1994年、HOME MADE
- 1994年、EMOTIONAL ENGINE
- 1996年、TWO BRIDGES
- 1998年、Brand New Menu+Another Diary (Compilation)
- 2012年、Psyclopedia (CD BOX SET)
- 2020年、Atlas (アナログ盤)
- 2020年、Two Hearts〜originals & remixes (アナログ盤)

（上記は全てCBS・ソニー）
- 2020年、vib-ribbon（アナログ盤 Minimum Records イギリス）[13]

## ゲーム業界における活躍
1996年、PlayStation向けゲームソフト『パラッパラッパー』は、その後の音楽ゲームの先駆となり、70カ国以上でリリースされる。元々音楽家で、作品制作でサンプリングを活用した経験があり、先駆的な技術にも詳しい松浦が、CD-IやCD-ROM XAの機能に精通し、ジャンルを越えたメンバーを結集して1994年頃から制作を開始していた。集まったメンバーはゲーム業界と関係の無いメンバーが多く、ゼロベースでゲームを再定義し、新ジャンルを生み出した。後に、植松伸夫が「パラッパラッパーが出てきた時が、ゲームに触れてきた中で一番の衝撃だった」と語っている。
ゲーム作品
- 1993年、メタモジュピター (NEC/PC Engine CD) 音楽部分のみでの参加
- 1996年、チューニン・グルー (Apple Bandai/Pippin)
- 1996年、パラッパラッパー (SCE/PS1),(2007, PSP),(2017, PS4)
- 1999年、ウンジャマ・ラミー (SCE/PS1)
- 1999年、ビブリボン (SCE/PS1)
- 2000年、ライムライダー・ケロリカン (Bandai/WonderSwan)
- 2002年、パラッパラッパー2 (SCE/PS2),(2015, PS4)
- 2003年、モジブリボン (SCE/PS2)
- 2004年、ビブリップル (SCE/PS2)
- 2005年、たまごっちのプチプチおみせっち (BNG/Nintendo DS)
- 2007年、Musika (Sony-BMG/IPod games, iPod)
- 2006年、たまごっちのプチプチおみせっち　ごひーき2 (BNG/Nintendo DS)
- 2007年、たまごっちのプチプチおみせっち　みなサンきゅー (BNG/Nintendo DS)
- 2009年、メジャマジ・マーチ (Majesco/SQEX/Wii)
- 2010年、WINtA (One Big GameiPhone/iPod touch)
- 2012年、Haunt (MS/Xbox 360)
- 2015年、Beat Sports (Hermonix/Apple TV) 一部音楽部分のみでの参加

## その他の活動

### ソロ活動など
- 1984年、CGアーティストとのコラボで、PSY・Sの楽曲を使用した映像など制作。
- 1987年、NHK-FM『サウンドストリート』の火曜日担当パーソナリティを務める[15]。
- 1989年、伊丹十三製作総指揮黒沢清監督の映画『スウィートホーム』の音楽を手がける[16]。
- 1993年、『ピングー』オープニング・テーマ「Pingu Rap」を作曲。
- 1993年、七音社を設立。
- 2003年、AIBO（ERS-7）のサウンドをプロデュース[17]。
- 2004年、NHKみんなのうた、「ありがとサンキュ〜」を作曲[18]。
- 2012年、『ビブリボン』（1999年）がニューヨーク近代美術館 (MoMA) 初のゲーム収蔵作品14本のうちの一つに選ばれる[19]。
- 2014年、初のオリジナルアナログ盤『beyooond!!!』をリリースし、ライブ活動を開始。
- 2019年、初のオリジナルライブBlu-ray『2017-18 masaya matsuura live performance“osaka-nottingham-tokyo.masaya”』をリリース。パッケージの隅には"The first solo live video on the last digital disc"と物理デジタルディスクへの惜別とも受け取れるメッセージが記載されている。
- 現在までに、数々のゲームを制作、世界中で講演・演奏活動などを行っている。
- 現 GDC ADVISORY BOARD EMERITUS（米ゲームディベロッパーズカンファレンス名誉理事）。

### ゴンチチ作品のサウンドアレンジ
アコースティック・ギター・デュオのゴンチチには、1983年のデビュー時から1992年のアルバム『Gravity Loves Time』まで関わっていた。

## 主な受賞歴
- 1981年、1981 Roland Synthesizer Tape Contest B-class 1st prize
- 1982年、リットーミュージック 第一回オリジナルテープ音楽祭　敢闘賞
- 1993年、マルチメディアグランプリ
- 1996年、CESA大賞 特別賞[22]
- 1996年、日本ソフトウェア大賞 審査員特別賞
- 1997年、MMCA マルチメディアグランプリ アーティスト賞[23]
- 1997年、米国ZDnet Electronic Gaming Monthly Editor's Choice Awards 4部門受賞
- 1998年、米国Interacive Achievement award "Outstanding achievement in Interactive Design"賞、同"Outstanding achievement in Sound & Music"賞
- 1998年、SCEIプラチナディスク賞
- 1999年、SCEIゴールドディスク賞
- 2004年、GDCアワード First Penguin Award[24]

## 出演番組
- サウンドストリート（NHK-FM）[1]
- ポップミュージックステーション（FM大阪）[1]
- ブルボン・ブランニュー・コレクション（FM横浜）

## 著書
- 『コンピュータで音楽をつくろう! - コンピュータとシンセサイザー』、ポプラ社、1994年、ISBN 4591045617